# Montferri (kommunhuvudort)
Montferri är en kommunhuvudort i Spanien.   Den ligger i provinsen Província de Tarragona och regionen Katalonien, i den östra delen av landet, 400 km öster om huvudstaden Madrid. Montferri ligger 226 meter över havet och antalet invånare är 239.
Terrängen runt Montferri är platt åt sydväst, men åt nordost är den kuperad. Runt Montferri är det glesbefolkat, med 20 invånare per kvadratkilometer. Närmaste större samhälle är Tarragonès, 19,1 km sydväst om Montferri. 